# (34715) 2001 PO12
2001 PO12 (asteroide 34715) é um asteroide da cintura principal. Possui uma excentricidade de 0.14546000 e uma inclinação de 16.41573º.
Este asteroide foi descoberto no dia 12 de agosto de 2001 por NEAT em Palomar.